# The Revealing Science of God (Dance of the Dawn)
The Revealing Science of God (Dance of the Dawn) è un brano degli Yes, tratto dal concept-album Tales from Topographic Oceans.
Si tratta di una lunga suite dalla struttura musicale molto complessa; considerando che in ognuno dei movimenti dell'album si può notare la predominanza di un determinato strumento, è opportuno constatare che in questa traccia sono le tastiere (ed in particolare i sintetizzatori moog) a farla da padrone. Il brano inizia con un suggestivo coro di voci sovrapposte, in un crescendo che culmina con l'inizio della parte strumentale. Tutto il brano è pervaso da un'atmosfera mistica, improvvisamente rotta dal feroce assolo di Rick Wakeman nel suo momento culminante, dopodiché la canzone si conclude con la ripresa del tema iniziale.